# ماريو بينيتيز
ماريو بينيتيز (بالإسبانية: Mario Benítez) هو لاعب كرة قدم كولومبي في مركز الهجوم، ولد في 17 أغسطس 1983 في Belalcázar, Caldas ‏ في كولومبيا. لعب مع أتليتيكو هويلا وأونس كالداس وإنديبنديينتي سانتا في ونادي الشباب ونادي بورتوغيزا ونادي ميلوناريوس.